# Rudraige mac Dela
Rudraige mac Dela lub Rudhraighe mac Deala – mityczny król Irlandii w latach 1249–1247 p.n.e. Syn Deli z ludu Fir Bolg, potomka Nemeda oraz następca brata Slainge.
Kiedy lud Fir Bolg najechał Irlandię, pięciu synów Dela podzieliło się między sobą wyspą. Rudraige wylądował w Tracht Rudraige (Zatoka Dundrum, hrabstwo Down) i otrzymał Ulster po podziale. Ze swym bratem Genannem przyprowadził Fir Domnainn (część Fir Bolgów), historyczny lud, który był prawdopodobnie związany z Dumnonami, brytyjskim plemieniem z dzisiejszej Kornwalii i południowo-zachodniej Szkocji.
Jego żoną była Liber, z którą miał syna Stairna. Po śmierci Slainge, Rudraige stał się następnym władcą Irlandii. Po dwóch latach rządów zmarł w Brú na Bóinne (Newgrange). Został zastąpiony przez swych braci, Ganna i Genanna.